# The Devil Wears Prada
The Devil Wears Prada (spesso abbreviato in TDWP) sono un gruppo musicale metalcore statunitense originario di Dayton, Ohio.

## Storia del gruppo

### Formazione eDear Love: A Beautiful Discord(2005–2006)
I The Devil Wears Prada si sono formati nel 2005 prendendo il nome dal famoso romanzo omonimo. Essendo il gruppo formato da membri Cristiani, il tema della religione si ritrova molto spesso nei loro testi.
Si esibirono per la prima volta nel 2005 con un bassista turnista e un solo chitarrista. Solo dopo il chitarrista Jeremy Depoyster e il bassista Andy Trick si unirono al gruppo. Nello stesso anno continuarono a suonare in piccoli locali nelle vicinanze e pubblicarono un demo con il titolo di "Patterns of a Horizon." Nel 2006 firmarono un contratto con la Rise Records e pubblicarono il loro primo album completo, pubblicato il 22 agosto e intitolato "Dear Love: A Beautiful Discord." Nell'ultima traccia dell'album figura Cole Wallace. Con il debutto dell'album, cominciarono a partecipare a concerti e festival dopo essere stati riconosciuti come uno delle più innovative band di Christian Metal.

### Plagues(2006–2008)
Plagues, pubblicato il 21 agosto del 2007 con la partecipazione di Craig Owens dei Chiodos, aveva una sonorità metalcore. Una demo chiamata "HTML Rulez d00d" fu aggiunta su MySpace l 1º aprile nel 2007, e l'11 luglio, AbsolutePunk.net iniziò a mandare in onda "Don't Drink and Drance." In un'intervista con East Coast Romper, la band disse che le loro influenze per la realizzazione dell'album furono gli Underoath e gli Still Remains. Le canzoni "HTML Rulez D00d" e "Hey John, What's Your Name Again?" furono estratte come singoli e non passò molto tempo prima che i rispettivi video apparissero su canali come MTV e Fuse. 

The Devil Wears Prada nel 2010

Plagues si posizionò al numero 57 nella classifica Billboard 200 l'8 settembre 2007. Ciò fu considerato un grande successo, anche perché l'album aveva venduto oltre 30 000 copie in più rispetto a Dear Love: A Beautiful Discord.
Plagues venne ri-distribuito nel 2008 sotto forma di digipak contenente un DVD con i video musicali dei singoli e fotografie del gruppo al Warped Tour 2008.
Il 20 giugno 2008 firmarono con Ferret Records e annunciarono che presto avrebbero iniziato a scrivere e registrare un nuovo album dopo aver concluso il Warped Tour per una pubblicazione già programmata per aprile del 2009.

### With Roots Above and Branches Below(2008–2010)
Esce infatti a inizio maggio 2009 il nuovo disco, With Roots Above and Branches Below.
I TDWP dall'uscita dell'ultimo album, hanno iniziato un tour mondiale che li porterà a suonare in tutta l'America, l'Europa, la Nuova Zelanda ed infine concludendo a marzo 2010, l'Australia.
Il 4 agosto 2009 è uscito il quarto video e primo singolo dell'album With Roots Above And Branches Below,Danger: Wildman.

### Dead Throne(2010-2012)
A metà settembre 2011, esce il quarto album intitolato Dead Throne, realizzato fra novembre 2010 e aprile 2011 e prodotto da Adam Dutkiewicz (primo chitarrista e seconde voci nei Killswitch Engage). Solo nella prima settimana dall'uscita del nuovo disco sono state vendute 32,000 copie, e ha raggiunto la posizione nº10 nell'US Billboard 200 e la nº1 nella Top Christian Albums.

### 8:18(2013–attualità)
Nel 2012 Mike Hranica annuncia in un'intervista che i TDWP stanno lavorando ad un nuovo album. Il 27 settembre 2013 viene pubblicato 8:18; l'album era stato descritto da Hranica come una versione più oscura di Dead Throne, con testi più tristi e deprimenti. Secondo i critici, l'album presenta varie influenze hardcore punk ed heavy metal. Il titolo dell'album è un riferimento al passo biblico 8,18 della Lettera ai Romani di Paolo di Tarso.

## Nome della band
Nonostante le speculazioni che sostengono che la band si chiamò The Devil Wears Prada dopo l'uscita dell'omonimo film, venne attualizzato che essi si formarono prima che il film venisse pubblicato. Essi spiegarono che il nome della loro band è basato su un pensiero anti-materialistico, e presero il nome dal romanzo Il diavolo veste Prada. Al momento di dare un nome alla band, infatti, i membri pensavano che il romanzo includesse il concetto di anti-materialismo, proprio quello di cui avevano bisogno appunto per darsi un nome. Più tardi scoprirono che il romanzo non intendeva questo come un messaggio; nonostante avessero sbagliato, i membri della band rifiutarono di cambiare il nome e decisero di creare un nuovo significato dietro al nome "The Devil Wears Prada".

## Discografia

### Album in studio
- 2006 - Dear Love: A Beautiful Discord (Rise Records)
- 2007 - Plagues (Rise Records)
- 2009 - With Roots Above and Branches Below (Ferret Records)
- 2011 - Dead Throne (Ferret Records, Roadrunner Records)
- 2013 - 8:18 (Roadrunner Records)
- 2016 - Transit Blues (Rise Records)
- 2019 - The Act
- 2022 - Color Decay

### Album dal vivo
- 2012 - Dead & Alive (Ferret Records, Roadrunner Records)

### EP
- 2010 - Zombie EP (Ferret Records)
- 2015 - Space EP (Rise Records)

### Demo
- 2005 - Patterns of a Horizon

## Formazione

### Formazione attuale
- Mike Hranica - voce scream (2005 - presente)
- Jeremy DePoyster - chitarra ritmica, voce melodica (2005 - presente)
- Andy Trick - basso (2005 - presente)

### Ex componenti
- James Baney - tastiera, sintetizzatore (2005 - 2012)
- Chris Rubey - chitarra solista (2005 - 2015)
- Daniel Williams[14] - batteria (2005 - 2016 deceduto)

## Videografia
- "Gauntlet of Solitude" (2006)
- "Dogs Can Grow Beards All Over" (2006)
- "Hey John, What's Your Name Again?" (2007)
- "HTML Rulez d00d" (July 10, 2008)
- "Danger:Wildman" (2009)
- "Assistant to the Regional Manager" (2010)
- "Born To Lose" (2011)
- "Dead Throne" (2012)
- "Mammoth" (2012)
- "Vengeance" (2011)
- "First Sight" (2013)
- "Martyrs" (2013)
- "Sailor's Prayer" (2014)
- "War" (2014)
- "Alien" (2015)
- "Planet A" (2015)
- "Daughter" (2016)
- "To The Key Of Evergreen" (2016)